# Đế quốc Mali
Đế quốc Mali (Manding: Nyeni  hoặc Niani; cũng được lịch sử gọi là Manden Kurufaba, đôi khi được rút ngắn thành Manden) là một đế quốc ở Tây Phi từ k. 1235 đến 1670. Đế chế được thành lập bởi Sundiata Keita (khoảng 1214 - c. 1255) và trở nên nổi tiếng vì sự giàu có của những người cai trị, đặc biệt là Musa Keita. Các ngôn ngữ Manding đã được sử dụng trong đế chế. Đế quốc Mali là đế chế lớn nhất ở Tây Phi và ảnh hưởng sâu sắc đến văn hóa của Tây Phi thông qua việc truyền bá ngôn ngữ, luật pháp và phong tục. Phần lớn các thông tin được ghi lại về Đế quốc Mali đến từ nhà sử học Ả Rập Bắc Phi thế kỷ 14 Ibn Khaldun, du khách người Ma-rốc thế kỷ 14 Ibn Battuta và du khách người Ma-rốc thế kỷ 16 Leo Africanus. Nguồn thông tin chính khác là truyền thống truyền miệng của Mandinka, thông qua những người kể chuyện được gọi là xay.
Đế quốc này bắt đầu như một vương quốc Mandinka nhỏ ở thượng nguồn sông Nigeria, tập trung quanh thị trấn Niani (tên của đế chế ở Manding). Trong thế kỷ 11 và 12, nó bắt đầu phát triển như một đế chế sau sự suy tàn của Đế chế Ghana ở phía bắc. Trong thời kỳ này, các tuyến thương mại đã dịch chuyển về phía nam đến savanna, kích thích sự phát triển của các quốc gia. Lịch sử ban đầu của Đế quốc Mali (trước thế kỷ 13) không rõ ràng, vì có những tài khoản mâu thuẫn và thiếu chính xác của cả người biên niên sử Ả Rập và những người truyền thống truyền miệng. Sundiata Keita là người cai trị đầu tiên có thông tin chính xác bằng văn bản (thông qua Ibn Khaldun). Sundiata Keita là một hoàng tử chiến binh của triều đại Keita, người được kêu gọi giải phóng người dân khỏi sự cai trị của vua của Đế chế Sosso, Soumaoro Kanté. Cuộc chinh phục của Sosso trong c. 1235 đã cho Đế quốc Mali tiếp cận các tuyến thương mại xuyên Sahara.
Sau cái chết của Sundiata Keita năm 1255, các vị vua của Mali được gọi bằng danh hiệu mansa. Cháu trai của Sundiata, Mansa Musa, đã hành hương về Hajj đến Mecca dưới triều đại của Mamluk Sultan Baibars (r. 1260 Lỗi1277). Sau một loạt các cuộc chiếm đoạt ngai vàng của Mali, trong c. 1285 Sakoura, một cựu nô lệ của triều đình, trở thành hoàng đế và là một trong những người cai trị quyền lực nhất của nó, mở rộng đáng kể các lãnh thổ của Mali. Ông đã thực hiện một chuyến hành hương đến Mecca dưới triều đại của Mamluk Sultan An-Nasir Muhammad (r. 1298 Lời1308). Sau khi ông qua đời khi trở về, ngai vàng đã trở lại với con cháu của Sundiata Keita. Sau triều đại của ba hoàng đế, Musa Keita trở thành hoàng đế trong c. 1312. Musa thực hiện một cuộc hành hương nổi tiếng đến Mecca từ năm 1324 đến 1326. Những món quà hào phóng của ông cho Mamluk Ai Cập và chi tiêu bằng vàng của ông đã khiến vàng bị mất giá rất nhiều, điều này đã làm ông nổi tiếng bên ngoài Mali. Năm 1337, ông được con trai Maghan I kế vị, người vào năm 1341 thì bị người chú Suleyman phế truất. Đó là trong triều đại của Suleyman, Ibn Battuta đã đến thăm Mali. Sau thời kỳ này, một thời kỳ các hoàng đế yếu, xung đột và mất đoàn kết đã bắt đầu ở Mali.
Ibn Khaldun qua đời vào năm 1406, và sau cái chết của ông không có ghi chép liên tục về các sự kiện trong Đế quốc Mali. Được biết từ Tarikh al-Sudan rằng Mali vẫn là một quốc gia có quy mô lớn trong thế kỷ 15. Nhà thám hiểm người Venice Alvise Cadamosto và các thương nhân Bồ Đào Nha đã xác nhận rằng các dân tộc Gambia vẫn phải chịu cảnh mansa của Mali. Khi chuyến thăm của Leo Africanus vào đầu thế kỷ 16, những mô tả của ông về lãnh thổ của Mali cho thấy đây vẫn là một vương quốc có diện tích đáng kể. Tuy nhiên, từ năm 1507 trở đi các quốc gia láng giềng như Diara, Great Fulo và Đế chế Songhay đã làm xói mòn các vùng lãnh thổ cực đoan của Mali. Năm 1542, Songhay xâm chiếm thủ đô Niani nhưng không thành công trong việc chinh phục đế quốc này. Trong thế kỷ 17, đế quốc Mali phải đối mặt với các cuộc xâm lược từ Đế quốc Bamana. Sau những nỗ lực không thành công của Mansa Mama Maghan để chinh phục Bamana, năm 1670 Bamana đã cướp phá và đốt cháy Niani, và Đế quốc Mali nhanh chóng tan rã và ngừng tồn tại, được thay thế bởi các thủ lĩnh độc lập. Keitas rút lui đến thị trấn Kangaba, nơi họ trở thành lãnh đạo tỉnh.

## Tiền đế quốc Mali
Nghệ thuật bằng đá ở Sahara cho thấy phía bắc Mali đã có người ở từ năm 10.000 trước Công nguyên, khi Sahara màu mỡ và giàu động vật hoang dã. Vào năm 300 trước Công nguyên, các khu định cư có tổ chức lớn đã phát triển, đáng chú ý nhất là gần Djenné, một trong những thành phố lâu đời nhất của Tây Phi. Vào thế kỷ thứ 6 sau Công nguyên, hoạt động buôn bán vàng, muối và nô lệ xuyên Sahara đã bắt đầu, tạo điều kiện cho sự trỗi dậy của các đế chế vĩ đại của Tây Phi.
Có một vài tài liệu tham khảo về Mali trong văn học viết sớm. Trong số này có đề cập đến "Pene" và "Malal" trong tác phẩm của al-Bakri năm 1068, câu chuyện về sự chuyển đổi của một người cai trị ban đầu, được biết đến với Ibn Khaldun (bởi 1397) là Barmandana, và một vài chi tiết địa lý trong các tác phẩm của al-Idrisi.
Vào những năm 1960, công trình khảo cổ tại làng Niani, được cho là thủ đô của Đế chế Mali, bởi các nhà khảo cổ học người Ba Lan và Guinean đã tiết lộ phần còn lại của một thị trấn đáng kể từ thế kỷ thứ 6.
Truyền khẩu hiện đại cũng kể về các vương quốc Mandinka của Mali hoặc Manden đã tồn tại nhiều thế kỷ trước khi thống nhất đất nước Sundiata như một nhà nước nhỏ ngay ở phía nam của Soninké đế chế của Wagadou, tốt hơn được gọi là Đế quốc Ghana. Khu vực này bao gồm các ngọn núi, thảo nguyên và rừng cung cấp sự bảo vệ và tài nguyên lý tưởng cho dân số thợ săn. Những người không sống ở vùng núi hình thành các quốc gia thành phố nhỏ như Toron, Ka-Ba và Niani. Thông qua truyền khẩu của griots, triều đại Keita, từ đó hầu hết các hoàng đế Mali đến, tuyên bố để theo dõi dòng lưng để Lawalo, một trong những con trai của Bilal, các tín hữu giáo sĩ hồi giáo của Hồi giáo tiên tri của Muhammad, người đã được cho là đã di cư vào Mali và con cháu của ông đã thành lập triều đại Keita cầm quyền thông qua Maghan Kon Fatta, cha của Sundiata Keita.
Thông lệ trong thời Trung cổ cho cả những người cai trị Kitô giáo và Hồi giáo buộc huyết thống của họ trở lại với một nhân vật quan trọng trong lịch sử đức tin của họ, vì vậy dòng dõi của triều đại Keita có thể bị nghi ngờ nhiều nhất, nhưng các học giả Hồi giáo châu Phi như Giáo sĩ người Anh gốc Nigeria, người Anh, Abu Abu-Abdullah Adelabu, đã đưa ra yêu sách về sự thành tựu thiêng liêng đối với triều đại của Mansa Mousa: "trong lịch sử Hồi giáo và những câu chuyện khoa học về Đế chế Ma- rốc cổ đại và tầm quan trọng của Mansa Mousa bởi các sử gia Hồi giáo cổ đại như Shihab al- Umari, ghi lại lịch sử của các di sản châu Phi như Mansa Kankan Musa đã thực sự tồn tại trong các nguồn gốc Ả Rập đầu tiên về lịch sử Tây Phi, bao gồm các tác phẩm của tác giả Subh al-a 'sha một trong những biểu hiện cuối cùng của thể loại văn học hành chính Ả Rập, Ahmad al- Qalqashandi Ai Cập nhà văn, nhà toán học và người ghi chép của cuộn (katib al-darj) trong Mamluk Chancery ở Cairo  cũng như bởi tác giả của Kitab al-Masalik wa al-Mamalik (Sách Đường cao tốc và Vương quốc) Abū ʿUbayd Al-Bakri, một nhà địa lý và sử gia Hồi giáo người Ả Rập Andalusia đã tôn vinh triều đại Keita ", Adelabu viết.
Trong nỗ lực của mình để chứng minh tầm quan trọng của Keita và nền văn minh của họ trong văn học Ả Rập đầu tiên, Adelabu, người đứng đầu Awqaf Châu Phi ở London, đã đặt ra các dẫn xuất tiếng Ả Rập - و - ي K (a) -W (e) -Y (a) của từ Keita mà trong (theo cách gọi của ông) ngôn ngữ Mandingo Ả Rập Allah (u) Ka (w) eia có nghĩa là "Allah tạo ra tất cả" như một phương châm phản ánh thuận lợi cho Bilal Ibn Rabah, một trong những người Sahabah đáng tin cậy và trung thành nhất (bạn đồng hành) của nhà tiên tri Hồi giáo Muhammad, người mà ông mô tả (trích cuốn sách Cuộc đời của Muhammad của William Muir) là 'một người cao lớn, đen tối và có đặc điểm châu Phi và mái tóc rậm rạp'  người đàn ông ngoan đạo đã vượt qua chế độ nô lệ, phân biệt chủng tộc và trở ngại chính trị - xã hội ở Ả Rập để đạt được một vị thế cao cả trong thế giới này và thế giới bên kia.

## Tỉnh Kangaba

Gia phả của các vị vua của Đế chế Mali dựa trên biên niên sử của Ibn Khaldun

Trong thời kỳ quyền lực của Sundiata, vùng đất Manden (khu vực được người dân Mandinka cư trú) trở thành một trong những tỉnh của nó. Thành phố Manden của Ka-ba (Kangaba ngày nay) là thủ đô và tên của tỉnh này. Từ ít nhất là bắt đầu của thế kỷ 11, vua Mandinka gọi là faamas cai trị Manden từ Ka-ba trong tên của Ghanas.

## Hai vương quốc
Sự kiểm soát của Wagadou đối với Manden đã bị đình trệ sau khi bất ổn nội bộ dẫn đến sự suy giảm của nó. Tỉnh Kangaba, không có ảnh hưởng của Soninké, đã phân chia thành mười hai vương quốc với maghan của riêng họ (có nghĩa là hoàng tử) hoặc faama. Manden bị chia làm đôi với lãnh thổ Dodougou ở phía đông bắc và lãnh thổ Kri ở phía tây nam. Vương quốc nhỏ bé Niani là một trong nhiều vương quốc thuộc vùng Kri của Manden.

## Những vị vua Kaniaga
Vào khoảng năm 1140, vương quốc Kaniaga của Sosso, một cựu chư hầu của Wagadou, bắt đầu chinh phục vùng đất của những bậc thầy cũ của nó. Đến năm 1180, nó thậm chí đã khuất phục Wagadou buộc Soninké phải vinh danh. Năm 1203, vua Sosso Soumaoro của bộ tộc Kanté lên nắm quyền và được cho là đã khủng bố phần lớn Manden, buôn bán phụ nữ và hàng hóa từ cả Dodougou và Kri.

### Sư tử đói

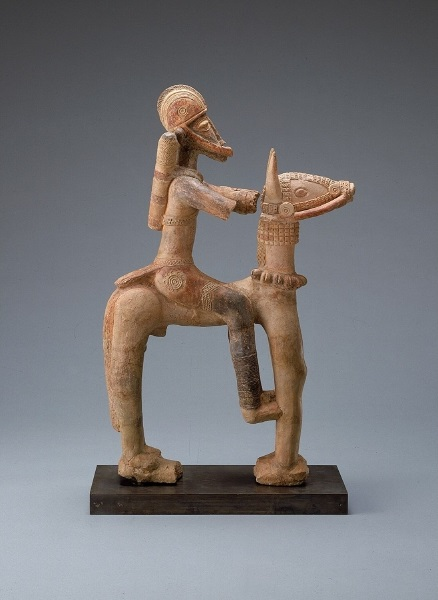
Hình tượng kỵ sĩ đất nung từ thế kỷ 13 đến thế kỷ 15

Theo phiên bản sử thi của Niane, trong sự trỗi dậy của Kaniaga, Sundiata của tộc Keita được sinh ra vào đầu thế kỷ 13. Ông là con trai của Niani faama, Nare Fa (còn được gọi là Maghan Kon Fatta nghĩa là hoàng tử đẹp trai). Mẹ của Sundiata là vợ thứ hai của Maghan Kon Fatta, Sogolon Kédjou. Cô là một người gù lưng từ vùng đất Do, phía nam của Mali. Đứa con của cuộc hôn nhân này đã nhận được tên đầu tiên của mẹ mình (Sogolon) và họ của cha mình (Djata). Kết hợp trong ngôn ngữ nói nhanh của Mandinka, những cái tên đã hình thành Sondjata, Sundjata hoặc Sundiata Keita. Phiên bản sai lầm của tên này, Sunjata, cũng phổ biến. Trong tài khoản của Ibn Khaldun, Sundjata được ghi là Mari Djata với "Mari" có nghĩa là "Amir" hoặc "Hoàng tử". Ông cũng nói rằng Djata hoặc "Jatah" có nghĩa là "sư tử".
Hoàng tử Sundjata được tiên tri trở thành người chinh phục vĩ đại. Cha mẹ ông đã rất lo lắng,  vì hoàng tử đã không có một khởi đầu đầy hứa hẹn. Sundiata, theo truyền thống truyền miệng, đã không biết đi cho đến khi anh bảy tuổi. Tuy nhiên, một khi Sundiata đã sử dụng được đôi chân của mình, ông đã trở nên mạnh mẽ và rất được kính trọng. Đáng buồn cho Sundjata, điều này đã không xảy ra trước khi cha anh qua đời. Bất chấp faama của Niani muốn tôn trọng lời tiên tri và đưa Sundiata lên ngai vàng, con trai từ người vợ đầu Sassouma Bérété đã lên ngôi thay thế. Ngay khi con trai của Sassouma, Dankaran Touman lên ngôi, ông và mẹ đã buộc Sundjata ngày càng nổi tiếng phải lưu vong cùng với mẹ và hai chị gái. Trước khi Dankaran Touman và mẹ anh ta có thể tận hưởng sức mạnh không thể tưởng tượng được của họ, Vua Soumaoro đã nhắm đến Niani buộc Dankaran phải chạy trốn đến Kissidougou.
Sau nhiều năm lưu vong, đầu tiên tại tòa án Wagadou và sau đó tại Mema, Sundiata đã được một phái đoàn Niani tìm kiếm và cầu xin chiến đấu chống Sosso và giải phóng vương quốc Manden mãi mãi.

#### Trận chiến Kirina
Trở về với quân đội kết hợp của Mema, Wagadou và tất cả các quốc gia thành phố Mandinka nổi loạn, Maghan Sundiata hoặc Sumanguru đã lãnh đạo một cuộc nổi dậy chống lại Vương quốc Kaniaga vào khoảng năm 1234. Các lực lượng kết hợp của miền bắc và miền nam Manden đã đánh bại quân đội Sosso trong Trận Kirina (lúc đó gọi là Krina) vào khoảng năm 1235. Chiến thắng này dẫn đến sự sụp đổ của vương quốc Kaniaga và sự trỗi dậy của Đế chế Mali. Sau chiến thắng, vua Soumaoro biến mất và Mandinka tấn công chiếm hết các thành phố Sosso. Maghan Sundiata được tuyên bố là " faama of faamas " và nhận được danh hiệu " mansa ", tạm dịch là hoàng đế. Vào năm 18 tuổi, ông đã giành được quyền lực trên tất cả 12 vương quốc trong một liên minh được gọi là Manden Kurufaba. Ông được trao vương miện dưới ngai vàng Sunidata Keita trở thành hoàng đế Mandinka đầu tiên. Và thế là cái tên Keita trở thành một gia tộc / gia đình và bắt đầu triều đại của nó.

## Tổ chức
Manden Kurufaba do Mari Djata thành lập, nó bao gồm "ba quốc gia đồng minh tự do" của Mali, Mema và Wagadou cộng với Mười hai cánh cửa của Mali. Điều quan trọng cần nhớ là, theo nghĩa này, Mali, hoàn toàn đề cập đến thành phố Niani.
Mười hai cánh cửa của Mali là một liên minh gồm các lãnh thổ bị chinh phục hoặc đồng minh, chủ yếu ở Manden, với lòng trung thành với Sundiata và con cháu của ông. Sau khi đâm những ngọn giáo xuống đất trước ngai vàng của Sundiata, mỗi vị trong số mười hai vị vua đã từ bỏ vương quốc của mình để trở thành vương triều Keita. Đổi lại cho sự phục tùng của họ, họ trở thành "farbas", một sự kết hợp của các từ Mandinka "farin" và "ba" (farin tuyệt vời). Farin là một thuật ngữ chung cho chỉ huy miền bắc vào thời điểm đó. Những người Farbas này sẽ cai trị vương quốc cũ của họ nhân danh mansa với hầu hết quyền hành mà họ nắm giữ trước khi gia nhập Manden Kurufaba.

### Đại hội đồng
Gbara hoặc Đại hội đồng sẽ đóng vai trò là cơ quan quản lý của Mandinka cho đến khi Manden Kurufa sụp đổ năm 1645. Cuộc họp đầu tiên của nó, tại Kouroukan Fouga (Phân khu Thế giới) nổi tiếng, có 29 đại biểu bang hội do một belen-tigui (chủ nhân của buổi lễ) chủ trì. Hóa thân cuối cùng của Gbara, theo truyền thống còn sót lại của miền bắc Guinea, đã nắm giữ 32 vị trí chiếm giữ bởi 28 gia tộc.

## Cải cách xã hội, kinh tế và chính phủ
Kouroukan Fouga cũng đưa ra các cải cách kinh tế và xã hội bao gồm các lệnh cấm đối xử ngược đãi tù nhân và nô lệ, cài đặt các tài liệu giữa các gia tộc trong đó nêu rõ ai có thể nói gì về ai. Ngoài ra, Sundiata chia đất đai cho mọi người đảm bảo mọi người đều có một vị trí trong đế chế và tỷ giá hối đoái cố định cho các sản phẩm chung 

### Mari Djata I / Sundiata Keita I
Mansa Mari Djata, sau này được đặt tên là Sundiata Keita, đã chứng kiến cuộc chinh phạt của một số vị trí địa phương quan trọng trong Đế chế Mali. Ông không bao giờ lấy lại cánh đồng sau Kirina, nhưng các tướng của ông tiếp tục mở rộng biên giới, đặc biệt là ở phía tây nơi họ đến sông Gambia và các cuộc tuần hành của Tekrur. Điều này cho phép ông cai trị một vương quốc lớn hơn cả Đế quốc Ghana trong đỉnh cao của nó. Khi vận động đã được thực hiện, đế chế của mình mở rộng 1.000 dặm (1.600 km)   đông sang tây với các biên giới lần lượt là các khúc cua của sông Senegal và Nigeria. Sau khi thống nhất Manden, ông đã thêm các mỏ vàng Wangara, biến chúng thành biên giới phía nam. Các thị trấn thương mại phía bắc Oualata và Audaghost cũng bị chinh phục và trở thành một phần của biên giới phía bắc của bang mới. Wagadou và Mema trở thành đối tác cơ sở trong vương quốc và là một phần của hạt nhân đế quốc. Các vùng đất của Bambougou, Jalo (Fouta Djallon), và Kaabu đã được thêm vào Mali bởi Fakoli Koroma (Nkurumah ở Ghana, Kurumah trong Gambia, Colley trong Casamance, Senegal), Fran Kamara (Camara) và Tiramakhan Traore (Tarawelley ở Gambia), tương ứng Trong số nhiều nhóm dân tộc khác nhau xung quanh Manden là các nhóm nói tiếng Pulaar ở Macina, Tekrur và Fouta Djallon.

## Hoàng gia Mali
Hoàng gia Mali được biết đến nhiều nhất qua ba nguồn chính: đầu tiên là ghi chép của Shihab al-'Umari, được viết vào khoảng năm 1340 bởi một nhà quản lý địa lý ở Mamluk Ai Cập. Thông tin của ông về đế quốc này đến từ những người Malaysia đến thăm hajj, hoặc chuyến hành hương đến Mecca. Ông đã có thông tin trực tiếp từ một số nguồn, và từ một nguồn đã qua sử dụng, ông đã biết về chuyến thăm của Mansa Musa. Ghi chép thứ hai là của du khách Ibn Battuta, người đã đến thăm Mali năm 1352. Đây là ghi chép đầu tiên của một vương quốc Tây Phi được thực hiện trực tiếp bởi một nhân chứng; những cái khác thường là ghi chép thứ cấp. Tài khoản lớn thứ ba là của Ibn Khaldun, người đã viết vào đầu thế kỷ 15. Mặc dù các ghi chép có chiều dài hạn chế, chúng cung cấp một bức tranh khá tốt về đế chế ở đỉnh cao của nó.

### Quản lý
Đế quốc Mali bao phủ một khu vực rộng lớn hơn trong một khoảng thời gian dài hơn bất kỳ quốc gia Tây Phi nào khác trước đó hoặc kể từ đó. Điều làm cho điều này có thể là bản chất phi tập trung của chính quyền trong toàn tiểu bang. Theo nhà văn Burkinabé Joseph Ki-Zerbo, càng đi xa khỏi Niani, sức mạnh của mansa càng phi tập trung hóa. Tuy nhiên, mansa quản lý để giữ tiền thuế và kiểm soát danh nghĩa đối với khu vực mà không kích động các đối tượng của mình nổi dậy. Ở cấp địa phương (làng, thị trấn và thành phố), kun-tiguis đã bầu một dougou-tigui (chủ làng) từ một dòng máu xuất phát từ người sáng lập bán huyền thoại của địa phương đó. Các quản trị viên cấp quận được gọi là kafo-tigui (chủ quận) được bổ nhiệm bởi thống đốc tỉnh từ trong vòng tròn của chính ông. Chỉ ở cấp tiểu bang hoặc tỉnh mới có sự can thiệp có thể sờ thấy từ cơ quan trung ương ở Niani. Các tỉnh chọn các thống đốc riêng của họ thông qua tập quán riêng của họ (bầu cử, thừa kế, v.v.). Bất kể danh hiệu của họ trong tỉnh, họ đã được công nhận là dyamani-tigui (chủ tỉnh) bởi mansa. Dyamani-tiguis phải được sự chấp thuận của mansa và phải chịu sự giám sát của anh ta. Nếu mansa không tin dyamani-tigui có khả năng hoặc đáng tin cậy, một farba có thể được phong chức để giám sát tỉnh hoặc quản lý hoàn toàn.

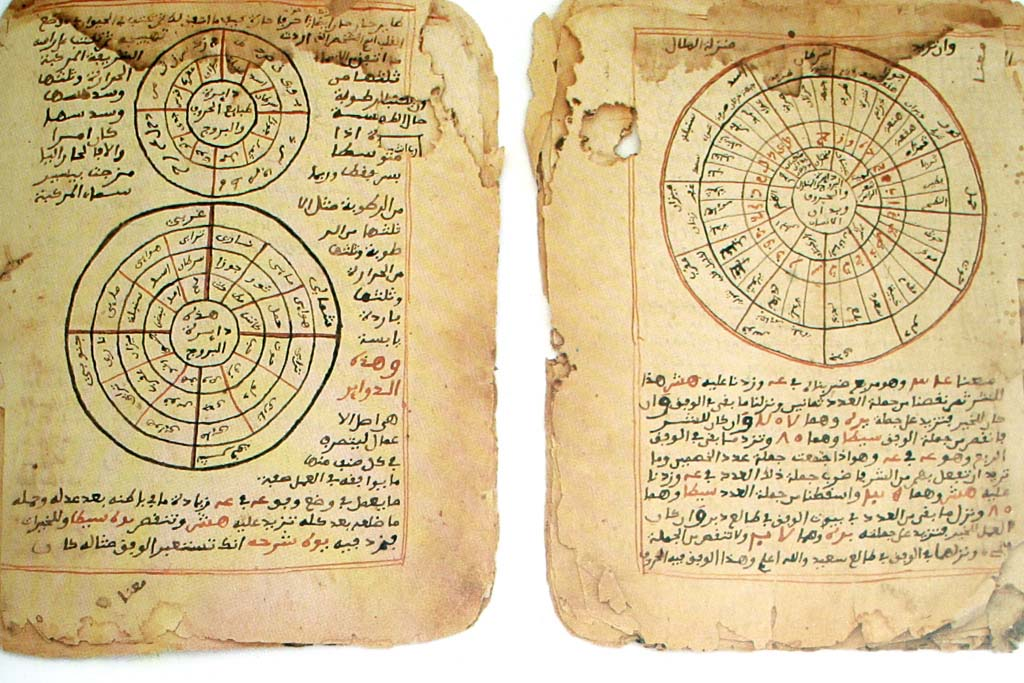
Một trang bản thảo từ Timbuktu
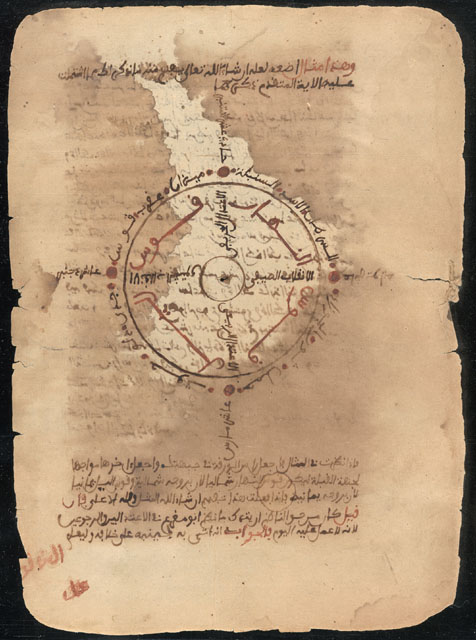
Bản thảo của Nasir al-Din Abu al-Abbas Ahmad ibn al-Hajj al-Amin al-Tawathi al-Ghalawi's Kashf al-Ghummah fi Nafa al-Ummah. Từ Thư viện Kỷ niệm Mamma Haidara, Timbuktu.
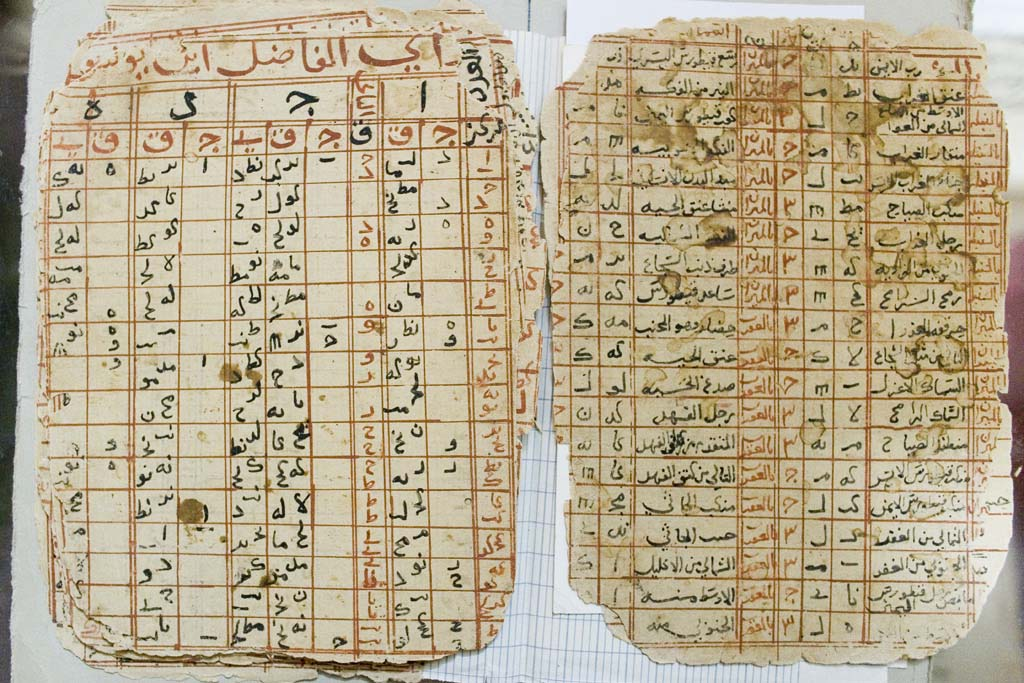
Một trang bản thảo từ Timbuktu hiển thị bảng thông tin thiên văn

## Farins và Farbas
Các lãnh thổ ở Mali đã gia nhập đế chế thông qua việc chinh phục hoặc thôn tính. Trong trường hợp chinh phục, các trò chơi chiếm quyền kiểm soát khu vực cho đến khi có thể tìm thấy một người cai trị bản địa phù hợp. Sau khi sự trung thành hoặc ít nhất là sự đầu tư của một khu vực được đảm bảo, nó được phép chọn dyamani-tigui của riêng mình. Quá trình này là rất cần thiết để giữ cho các đối tượng không bắt buộc trung thành với giới tinh hoa Manding cai trị họ.
Bỏ qua bất kỳ khó khăn nào khác, dyamani-tigui sẽ điều hành tỉnh này bằng cách tự mình thu thuế và mua sắm quân đội từ các bộ lạc dưới quyền. Tuy nhiên, các lãnh thổ rất quan trọng để giao dịch hoặc chịu sự nổi dậy sẽ nhận được một farba. Farbas đã được chọn bởi mansa từ farin chinh phục hoặc các thành viên gia đình. Yêu cầu thực sự duy nhất là mansa biết rằng ông có thể tin tưởng cá nhân này để bảo vệ lợi ích đế quốc.
Nhiệm vụ của farba bao gồm báo cáo về các hoạt động của lãnh thổ, thu thuế và đảm bảo chính quyền bản địa không mâu thuẫn với các đơn đặt hàng từ Niani. Farba cũng có thể mất quyền lực từ chính quyền bản địa nếu được yêu cầu và tăng một đội quân trong khu vực để phòng thủ hoặc dập tắt các cuộc nổi loạn.
Vị trí của một farba rất có uy tín, và hậu duệ của anh ta có thể thừa kế nó với sự chấp thuận của mansa. Mansa cũng có thể thay thế một farba nếu anh ta mất kiểm soát, như trường hợp của Diafunu.

## Lãnh thổ

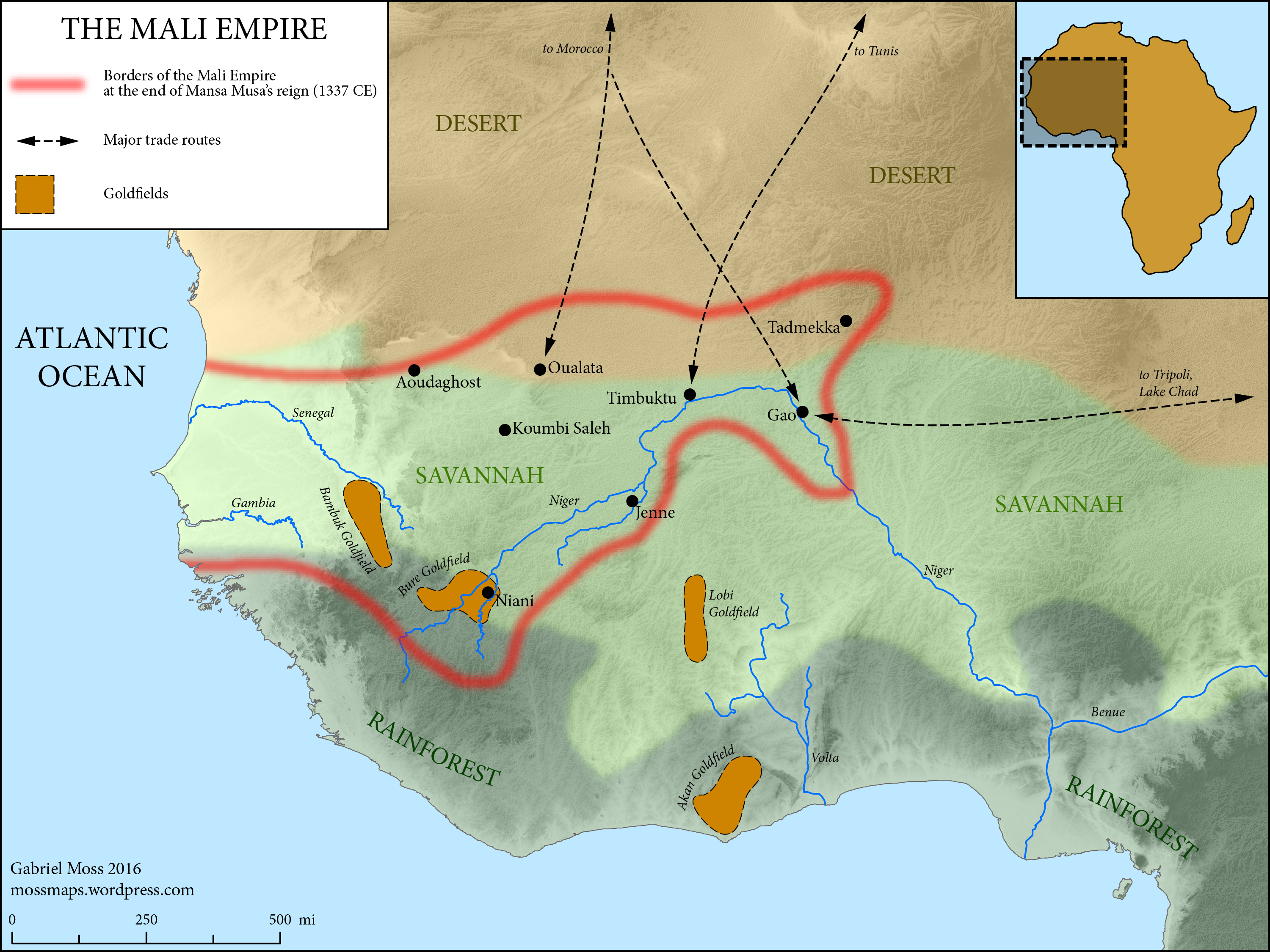
Đế chế Mali năm 1337, bao gồm vị trí của Bambuk, Bure, Lobi và Akan Goldfields

Đế quốc Mali đạt đến khu vực lớn nhất dưới Laye Keita m Kansas. Al-Umari, người đã viết ra một mô tả về Mali dựa trên thông tin được cung cấp cho anh ta bởi Abu Sa'id 'Otman ed Dukkali (người đã sống 35 năm ở Niani), đã báo cáo vương quốc là hình vuông và một hành trình kéo dài tám tháng từ nó bờ biển tại Tura (cửa sông Senegal) đến Muli (còn được gọi là Tuhfat). Umari cũng mô tả đế chế nằm ở phía nam của thành phố Strasbourg và gần như hoàn toàn có người ở ngoại trừ một vài nơi. Miền của Mali cũng mở rộng vào sa mạc. Ông mô tả nó ở phía bắc của Mali nhưng dưới sự thống trị của nó ngụ ý một loại chư hầu cho các bộ lạc Antasar, Yantar'ras, Medussa và Lemtuna Berber. Tổng diện tích của đế chế bao gồm gần như toàn bộ vùng đất giữa sa mạc Sahara và các khu rừng ven biển. Nó kéo dài các quốc gia hiện đại của Sénégal, miền nam Mauritania, Mali, miền bắc Burkina Faso, miền tây Nigeria, Gambia, Guinea-Bissau, Guinea, Bờ biển Ngà và miền bắc Ghana. Đến năm 1350, đế chế bao phủ khoảng 478.819 dặm vuông Anh (1.240.140 km2). Đế chế cũng đạt dân số cao nhất trong thời kỳ Laye cai trị trên 400 thành phố, thị trấn và làng mạc của các tôn giáo và tín ngưỡng khác nhau. Trong thời kỳ này chỉ có Đế quốc Mông Cổ lớn hơn đế quốc Mali.
Sự gia tăng mạnh mẽ trong sự phát triển của đế chế đòi hỏi một sự thay đổi từ tổ chức của Manden Kurufaba gồm ba quốc gia với mười hai địa phương phụ thuộc. Mô hình này đã bị loại bỏ vào thời của hajj của Mansa Musa đến Ai Cập. Theo al'Umari, người đã phỏng vấn một Berber sống ở Niani trong 35 năm, có mười bốn tỉnh (hay chính xác hơn là các vương quốc phụ lưu). Trong hồ sơ của al-'Umari, ông chỉ ghi lại mười ba tỉnh và năm bang sau đây.
- Gana (điều này đề cập đến tàn dư của Đế chế Ghana)
- Zagun hoặc Zafun (đây là tên gọi khác của Diafunu) [47]
- Tirakka hoặc Turanka (Giữa Gana và Tadmekka) [46]
- Takrur (Trên đục thủy tinh thể thứ ba của sông Sénégal, phía bắc của Jolof)
- Sanagana (được đặt theo tên của một bộ lạc sống ở khu vực phía bắc sông Senegal)
- Bambuck hoặc Bambughu (Một lãnh thổ ở phía đông Sénégal và phía tây Mali rất giàu nguồn vàng)
- Zargatabana
- Darmura hoặc Babitra Darmura
- Zaga (trên sông Nigeria, hạ lưu Kabora)
- Kabora hoặc Kabura (cũng trên Nigeria)
- Baraquri hoặc Baraghuri
- Gao hoặc Kawkaw (tỉnh có Đế quốc Gao, nơi có trước Songhai) [48]
- Mali hoặc Manden (tỉnh lỵ mà vương quốc được đặt tên)

## Kinh tế
Năm 1307 Mansa Musa lên ngôi sau một loạt các cuộc nội chiến và cai trị trong ba mươi năm. Trong thời kỳ đỉnh cao của vương quốc, Mali cực kỳ giàu có. Điều này là do thuế đánh vào và ra khỏi đế chế, cùng với tất cả số vàng mà Mansa Musa có. Anh ta có rất nhiều vàng đến nỗi trong thời gian hajj đến Mecca, Mansa đã trao vàng cho tất cả những người nghèo trên đường đi. Điều này dẫn đến lạm phát trên toàn vương quốc. Mansa Musa cũng hết vàng trên hajj đến Mecca nhưng không quan tâm vì anh ta biết rằng anh ta đã có đủ vàng trở lại ở Mali để trả lại cho mọi người mà anh ta nợ tiền. Thương mại là một yếu tố quan trọng cho sự phát triển và thành công của Mali. Mali phát triển mạnh mẽ đặc biệt khi Timbuktu nằm dưới sự kiểm soát của Mansa Musa. Timbuktu là một nơi thương mại, giải trí và giáo dục. Nguồn cung cấp nước của thành phố là nguyên nhân hàng đầu dẫn đến thành công trong thương mại. Mansa Musa đã đánh thuế nặng nề lên tất cả các đối tượng đã đi qua Timbuktu. Mặc dù thời gian này ở vương quốc thịnh vượng, sự giàu có và quyền lực của Mali đã sớm suy giảm. Mali đã phát triển mạnh trong một thời gian dài, nhưng giống như các vương quốc tiền thuộc địa phương Tây khác, Mali bắt đầu sụp đổ. Cuộc nội chiến liên tục giữa các nhà lãnh đạo đã dẫn đến một nhà nước suy yếu. Những xung đột cũng làm gián đoạn thương mại. Đây là một trong những yếu tố chính dẫn đến sự sụp đổ của vương quốc. Thương mại là hình thức thu nhập và sự giàu có của Mali. Với thương mại bị gián đoạn bởi các cuộc chiến tranh, không có cách nào để nền kinh tế tiếp tục thịnh vượng. Kết quả của việc này là đế chế sụp đổ.
Đế quốc Mali phát triển mạnh mẽ vì thương mại của nó trên hết. Nó chứa ba mỏ vàng khổng lồ trong biên giới không giống như Đế quốc Ghana, nơi chỉ là điểm trung chuyển của vàng. Đế chế đánh thuế mỗi ounce vàng, đồng và muối đi vào biên giới của nó. Vào đầu thế kỷ 14, Mali là nguồn cung cấp gần một nửa số vàng của Thế giới cũ được xuất khẩu từ các mỏ ở Bambuk, Boure và Galam. Các mỏ vàng ở Boure, nằm ở Guinea ngày nay, được phát hiện vào khoảng gần cuối thế kỷ thứ 12.
Không có tiền tệ tiêu chuẩn trong toàn đế quốc, nhưng một số hình thức đã nổi bật theo khu vực. Các thị trấn Sahelian và Sahara của Đế chế Mali được tổ chức thành cả hai vị trí trong các trung tâm thương mại và thương mại caravan đường dài cho các sản phẩm khác nhau của Tây Phi. Tại Taghaza, ví dụ, muối đã được trao đổi; tại Takedda, đồng. Ibn Battuta quan sát việc làm của người hầu ở cả hai thị trấn. Trong hầu hết hành trình của mình, Ibn Battuta đã đi du lịch với một người phục vụ bao gồm những người hầu, hầu hết họ đều chở hàng hóa để buôn bán. Khi trở về từ Takedda đến Ma-rốc, đoàn xe của anh ta đã vận chuyển 600 nữ người hầu, cho thấy rằng sự phục vụ được bảo đảm là một phần đáng kể trong hoạt động thương mại của đế quốc này.

## Vàng
Vàng cốm là tài sản độc quyền của mansa, và giao dịch vàng trong biên giới của đế chế là bất hợp pháp. Tất cả vàng ngay lập tức được bàn giao cho kho bạc của đế quốc để đổi lấy giá trị tương đương của bụi vàng. Bụi vàng đã được cân và đóng gói để sử dụng ít nhất là từ thời Đế chế Ghana. Mali đã mượn thực tế để ngăn chặn lạm phát của chất này, vì nó rất nổi bật trong khu vực. Thước đo phổ biến nhất đối với vàng trong vương quốc là mithqal mơ hồ (4,5   gam vàng). Thuật ngữ này được sử dụng thay thế cho dinar, mặc dù không rõ liệu tiền tệ được sử dụng trong đế chế. Bụi vàng đã được sử dụng trên toàn đế chế, nhưng không được coi trọng như nhau ở tất cả các khu vực.